# Костюк Остап Ігорович
Оста́п І́горович Костю́к (нар. 1979) — український кінорежисер, актор, музикант. 
Народився 1979 року в Коломиї, Івано-Франківська область. Закінчив історичний факультет Львівського національного університету ім. Івана Франка, а також акторську студію Львівського академічного театру ім. Леся Курбаса.
Як актор працював у Театрі ім. Леся Курбаса. Є співавтором таких музичних проектів, як «Banda Arkan», «Tatosh Banda», «Гич Оркестр».
Кінодебют Остапа Костюка відбувся у 2011 році. У співавторстві з Олександром Поздняковим він зняв короткометражну стрічку «Ману і капуста».
У 2015 році було представлено документальну стрічку «Жива ватра». Фільм здобув єдину спеціальну нагороду журі на канадському фестивалі Hot Docs у номінації «світова повнометражна документалістика».

## Фільмографія
- «Ману і капуста» (2011), короткометражка
- «Жива ватра» (2015), документальна